# 新条るる
新条 るる（しんじょう るる、4月15日 - ）は、日本の漫画家。女性。マルタ共和国のバレッタ出身。銀狼の名前でコスプレ写真集を出している。

## 作品リスト
- 『パンチドランク・ラブ』 コアマガジン『漫画ばんがいち』連載
- 『365日! クリスマス』 芳文社『まんがタイムきららキャラット』掲載
- 『How hot am I?』 芳文社『まんがタイムきららキャラット』掲載
- 『LOVE ME DO』 芳文社『まんがタイムきらら』2002年の創刊号（7月号）から2005年9月号まで連載、〈まんがタイムKRコミックス〉、既刊2巻
  1. 2004年4月10日発行（2004年3月発売）、ISBN 978-4-83227-506-5
  2. 2005年8月10日発行（2005年7月発売）、ISBN 978-4-83227-543-0
- 『パンパレード』 コアマガジン『漫画ばんがいち』連載、全4巻
  1. 1999年12月16日発売[2]、〈ハイパーホットミルクコミックシリーズ07〉、ISBN 978-4-87734-309-5
  2. 2002年11月20日発売[2]、〈ハイパーホットミルクコミックシリーズ15〉、ISBN 978-4-87734-596-9

  - 『パンパレード・マキシマム』、2005年6月20日発売[2]、〈ハイパーホットミルクコミックシリーズ25〉、ISBN 978-4-87734-843-4
  - 『パンパレード・ファイナル』、2006年1月30日発売[2]、〈ハイパーホットミルクコミックシリーズ27〉、ISBN 978-4-87734-938-7
- 『metal friends』 メディアックス『まんがドカン小町』掲載、『LOVE ME DO』のスピンオフ作品